# Isla Briedžių
La Isla Briedžių (en lituano: Briedžių sala) es una de las islas, que pertenecen al delta del Niemen (Nemuno deltai).  Esta isla se encuentra cerca de la Isla Rusnė, Šilutė en la Provincia de Klaipėda (Klaipėdos apskritis) al oeste del país europeo de Lituania. La isla está deshabitada. La isla está cerca de la región de Kaliningrado, que pertenece a la Federación Rusa, en el lado oeste de la isla esta se encuentra la Laguna de Curlandia.